# Saiga-12
Saiga-12 este o pușcă de alice semiautomată bazată pe pușca de asalt Kalașnikov. Este destinată pentru vânătoare (comercială și de amatori) de animale mici, mijlocii și păsări în zone cu orice condiții climatice. Este folosită de forțele de poliție din Rusia.

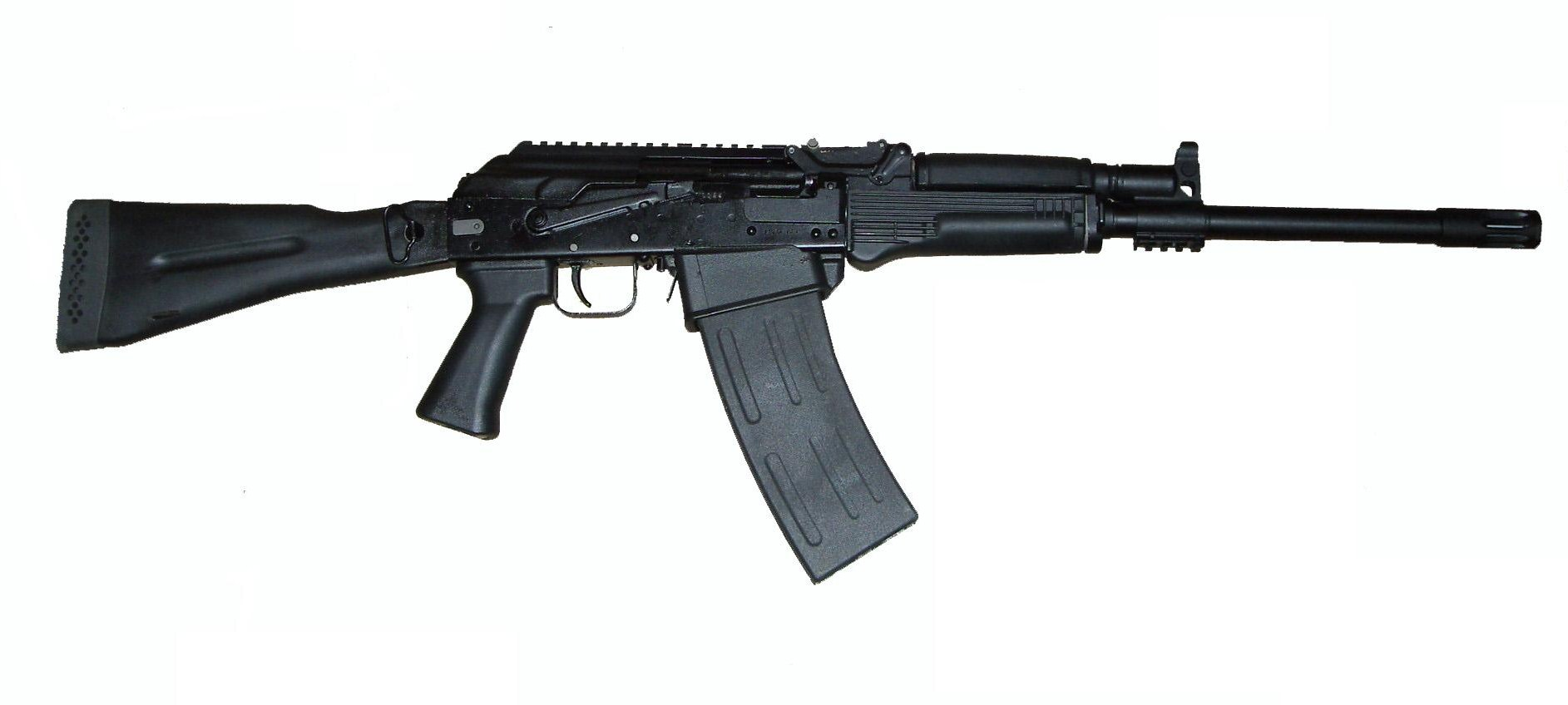
Saiga-12K 030

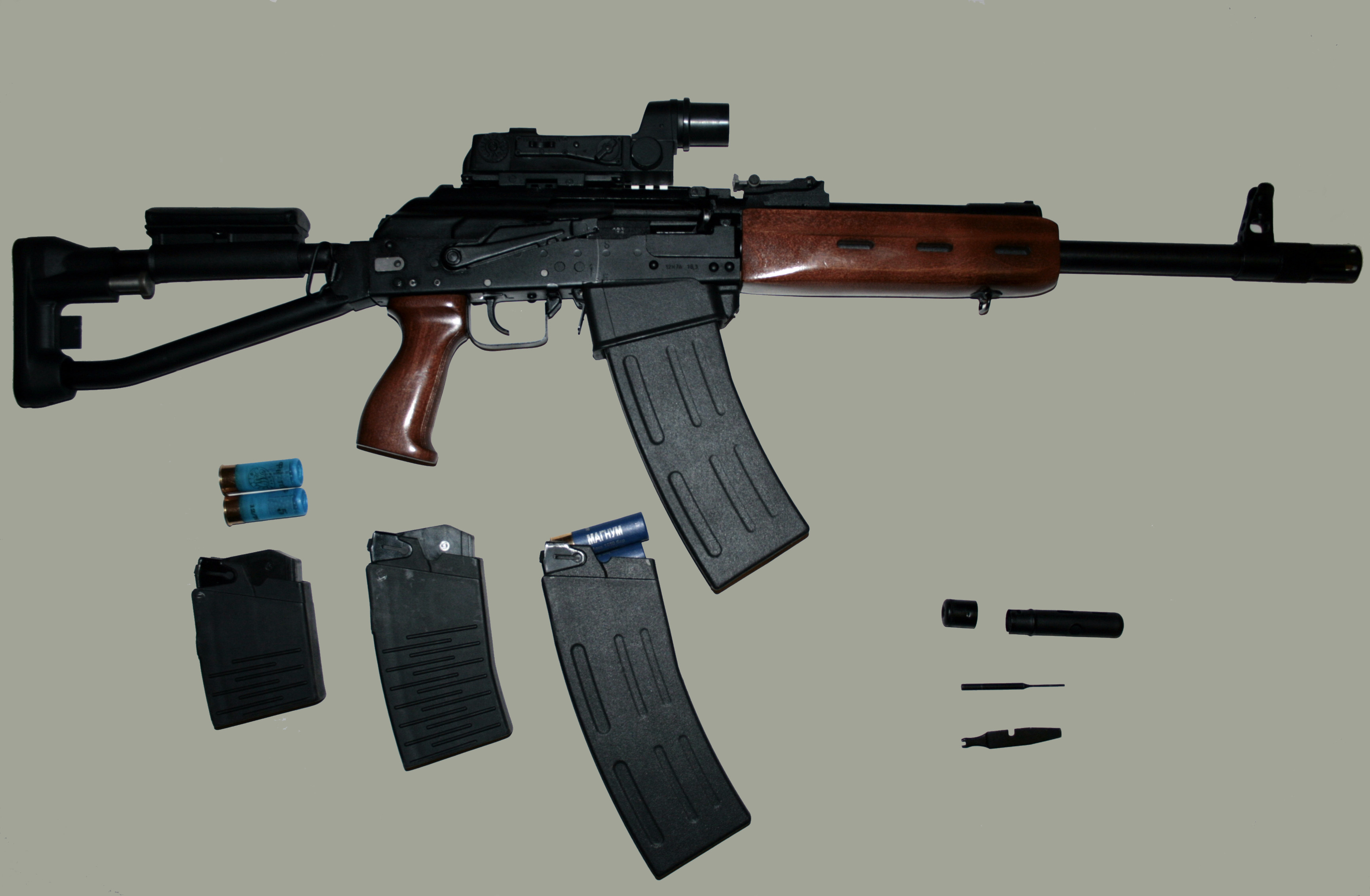
Saiga-12K Tactica (rus. Тактика) 040